# Niederaichbach
Niederaichbach település Németországban, azon belül Bajorországban. Lakosainak száma 4274 fő (2023. december 31.). Niederaichbach Niederviehbach, Kröning, Adlkofen, Landshut, Essenbach, Wörth an der Isar és Postau községekkel határos.

## Népesség
A település népessége az elmúlt években az alábbi módon változott:
| Lakosok száma | 608  | 1157 | 2234 | 2396 | 3650 | 3855 | 3989 | 4041 | 4090 | 4274 |
|               | 1875 | 1950 | 1975 | 1987 | 2012 | 2014 | 2016 | 2017 | 2021 | 2023 |